# Spilomicrus
Spilomicrus (лат.) — род паразитических наездников семейства диаприиды надсемейства Diaprioidea из отряда перепончатокрылые насекомые. Встречаются всесветно, в мире более 160 видов (в Неарктике около 20 видов, в Палеарктике более 50 видов, в Европе около 40 видов).

## Описание
Длина 1,0—4,5 мм (до 7 мм, редко 1 мм). Тело коричневое или чёрное (реже красновато-оранжевое). Жвалы двузубчатые. Усики самок и самцов 13-члениковые. Формула щупиков: 5-3. Формула шпор голеней: 1-2-2. Коготки простые. Формула члеников лапок: 5-5-5. Крылья нормальные или укороченные; передние крылья с костальной, субкостальной, маргинальной и стигмальной жилками. В качестве хозяев чаще используют представителей отряда двукрылые (Diptera), некоторые виды паразитируют на личинках жуков, таких как Curculionidae (Scolytinae) и Staphylinidae.
- Spilomicrus antennatus (Jurine, 1807)[6]
- Spilomicrus atriclavus Ashmead, 1893[7]
- Spilomicrus bifoveatus Kieffer, 1908
- Spilomicrus boweni Masner, 1991
- Spilomicrus brevicornis  Ashmead, 1893[7]
- Spilomicrus crassicornis Masner, 1991
- Spilomicrus distinctus Masner, 1991
- Spilomicrus diversus Chemyreva, 2021[8]
- Spilomicrus exul Masner, 1991
- Spilomicrus flavicornis Ashmead, 1893[7]
- Spilomicrus formosus Jansson, 1942
- Spilomicrus inornatus Masner, 1991
- Spilomicrus lubomasneri Chemyreva, 2015
- Spilomicrus notaulus Chemyreva, 2015[2]
- Spilomicrus nottoni Chemyreva, 2015
- Spilomicrus palustris Masner, 1991
- Spilomicrus pumilio Masner, 1991
- Spilomicrus robustus Masner, 1991
- Spilomicrus rujicornis (Provancher, 1881)[9]
- Spilomicrus sanbornei Masner, 1991
- Spilomicrus simplex
- Spilomicrus stepheni Masner, 1991
- Spilomicrus stigmaticalis Westwood, 1832 typus
- Spilomicrus striatifoveatus
- Spilomicrus subarmatus
- Spilomicrus superbus Masner, 1991
- Spilomicrus sylvicola Masner, 1991
- Spilomicrus szelenyii
- Spilomicrus thomsoni
- Spilomicrus varipes
- Spilomicrus virginicus Fouts, 1926[10]
- Другие виды